# Live at Last
Live At Last er et livealbum udgivet af Black Sabbath. 

## Spor
- Tomorrow´s Dream
- Sweet Leaf
- Killing Yourself To Life
- Cornucopia
- Snowblind
- Children Of The Grave
- War Pigs
- Wicked World
- Paranoid

Udgivelse: 2004